# Pehr Forsskål

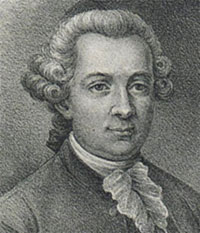
Pehr Forsskål

Pehr Forsskål (Helsínquia, 11 de janeiro de  1732 — Yarim, Iémene, 11 de julho de 1763), também grafado Peter Forskål, Peter Forskaol, Petrus Forskål ou Pehr Forsskåhl, foi um explorador, orientalista e naturalista, um dos mais próximos discípulos de Lineu.

## Biografia
Estudou na Universidade de Uppsala como aluno de Lineu e depois na Universidade de Göttingen sob a orientação de Johann David Michaelis.
Em 1760 integrou a expedição científica dinamarquesa destinada a explorar a Península Arábica, que partiu de Copenhaga sob a direcção de Carsten Niebuhr. No Yemen colecta e descreve um conjunto de plantas e de animais. Morreu naquela região vítima de paludismo no ano de 1763.
Em 1767, Carsten Niebuhr regressou a Copenhaga como único sobrevivente da expedição e publicou os dados recolhidos e uma recensão da campanha.
Pertence aos trabalhos de Forsskål, o que apareceu em 1775 com o título Descriptiones Animalium - Avium, amphiborum, insectorum, vermium quæ in itinere orientali observavit Petrus Forskål. No mesmo ano foi publicado um índice das plantas do Yemen e Egipto com o título Flora Ægyptiaco-Arabica sive descriptiones plantarum quas per Ægyptum Inferiorem et Arabiam felicem detexit, illustravit Petrus Forskål.

## Epónimos
O género Forsskaolea L. foi assim designado por Lineu em homenagem ao jovem cientista. Também a espécie Chamaesyce forsskaolii (J.Gay) Figueiredo tem o seu nome no epíteto específico.

## Obra
Pehr Forsskål é autor das seguintes obras:
- Resa till lyklige Arabien. 1950
- Gedanken über die Bürgerfreiheit [sueco 1759], in: Jahrbuch für finnisch-deutsche Literaturbeziehungen, 2006: 35-39 (alemão)
- Flora Aegyptiaco-Arabica. 1775
- Icones rerum naturalium. 1776